# Egbert Mulder
Egbert Mulder (Steenwijk, 10 april 1940 – Groningen, 16 februari 2021) was een Nederlands voetbalscheidsrechter.

## Loopbaan
Mulder was vanaf 1970 actief als scheidsrechter. Hij floot in de Eredivisie en kreeg vanaf 1973 ook internationale wedstrijden toegewezen. Hij leidde in 1982 de halve finale van de UEFA Cup tussen Tottenham Hotspur FC en FC Barcelona. Op 27 mei 1988 nam hij afscheid met een vriendschappelijke wedstrijd tussen Veendam en VV Hoogezand. Een dag eerder had hij zijn laatste officiële wedstrijd gefloten; VVV tegen FC Twente in de nacompetitie van de Eredivisie.
In september 1988 werd hij voorzitter van de scheidsrechtersvakbond BSBV. Hij legde deze functie in januari 1989 neer nadat hij in de media kritiek had geleverd op de scheidsrechterscommissie van de KNVB en het functioneren daarin van voorzitter Leo van der Kroft.
Egbert Mulder, die tot op het laatst van zijn leven zeer actief was, overleed in 2021 aan de gevolgen van een besmetting met het coronavirus.

## Interlands
| Datum             | Plaats                  | Wedstrijd                                  | Uitslag | Competitie        | Kreeg geel | Kreeg voor de tweede keer geel en dus rood | Weggestuurd |
| ----------------- | ----------------------- | ------------------------------------------ | ------- | ----------------- | ---------- | ------------------------------------------ | ----------- |
| 14 mei 1982       | Lyon, Frankrijk         | Frankrijk – Bulgarije                      | 0 – 0   | Vriendschappelijk | 0          | 0                                          | 0           |
| 27 oktober 1982   | Kopenhagen, Denemarken  | Denemarken – Tsjecho-Slowakije             | 1 – 3   | Vriendschappelijk | 0          | 0                                          | 0           |
| 30 juni 1983      | Oslo, Noorwegen         | Noorwegen – Polen                          | 0 – 1   | OS-kwalificatie   | 0          | 0                                          | 0           |
| 17 oktober 1984   | Glasgow, Schotland      | Schotland – IJsland                        | 3 – 0   | WK-kwalificatie   | 0          | 0                                          | 0           |
| 26 oktober 1985   | Auckland, Nieuw-Zeeland | Nieuw-Zeeland – Israël                     | 3 – 1   | WK-kwalificatie   | 0          | 0                                          | 0           |
| 14 september 1986 | Oslo, Noorwegen         | Noorwegen – Duitse Democratische Republiek | 0 – 0   | EK-kwalificatie   | 0          | 0                                          | 0           |

Bijgewerkt t/m 22 juli 2013